# Platysympus ovalis
Platysympus ovalis är en kräftdjursart som beskrevs av Gamo 1987. Platysympus ovalis ingår i släktet Platysympus och familjen Lampropidae. Inga underarter finns listade i Catalogue of Life.